# Man met helm
Man met helm is een schilderij uit ca. 1648-1649, dat in de twintigste eeuw unaniem werd toegeschreven aan Carel Fabritius, maar waarover sinds 1981 twijfels zijn gerezen.
Door de overeenkomsten met bijvoorbeeld de lichte achtergrond van het Portret van Abraham de Potter en het Zelfportret in Rotterdam werd de Man met helm lange tijd gezien als de missing link tussen Fabritius' leermeester Rembrandt en Johannes Vermeer. Ook latere kunsthistorici, zoals Rembrandtkenner Werner Sumowski en Fabritiusbiograaf Christopher Brown, beschouwden het schilderij als een authentiek werk. Anderen zagen te veel zwakheden en verschillen in techniek met de gesigneerde werken van Fabritius. Tijdens de overzichtstentoonstelling van 2004 in het Mauritshuis en het Staatliches Museum Schwerin werd het gepresenteerd als "voorheen toegeschreven aan Carel Fabritius".

## Herkomst
Het schilderij is afkomstig uit de collectie P. Delaroff in Sint-Petersburg. In 1910 werd het verworven door de kunsthistoricus Cornelis Hofstede de Groot. Na diens dood in 1930 kwam het in bezit van het Groninger Museum als onderdeel van het legaat Hofstede de Groot. Het Mauritshuis heeft het in 1908-1910 en in 1975-1982 in bruikleen gehad.